# The Toobes
The Toobes — белорусская музыкальная группа, образованная в 2007 году.
Выступали вместе с Franz Ferdinand, Beady Eye (ex-oasis), Ляпис Трубецкой, Океан Ельзи, Мумий Тролль, Gogol Bordello, Clawfinger, Петля Пристрастия.

## Награды
- Победители белорусско-шведского музыкального конкурса «Bandscan».
- Лучший альбом года на наградах Experty.by 2009
- Лучший дебютный альбом года на наградах Experty.by 2009
- Лучший рок альбом на наградах Experty.by 2009
- Приз Большого Жюри на наградах Experty.by 2009
- Wyróżnienie, Browar Rock Festiwal, Żywiec 2012
- Первое место, Kortofest, Olsztyn 2012
- Первое место, VI Wake Up and Live festival & Reggae Festival, Sulecin 2012
- Второе место, Rock Open Air Festival, Siedlce 2012
- Первое место, Zamkowy Maraton Rockowy ZMRock, Nidzica 2012
- Первое место, ENmusic Festival, Malbork 2012
- Первое место, VII Festiwal im. Miry Kubasińskiej — Wielki Ogień, Ostrów Świętokrzyski 2012
- Первое место, Festiwal Muzyki Rockowej ROCKOWISKO, Hajnówka 2012
- Первое место, Ciechan Cover Festiwal, Ciechanów 2012
- Первое место, Turniej Muzyczny SKRZYDLATE WIOSŁO, Pisz 2012
- Первое место, Festiwal Artystyczny Młodzieży Akademickiej (FAMA), Świnoujście 2012
- Первое место, Cieszanów Rock Festiwal, Cieszanów 2012
- Второе место, Fama Rock Festiwal, Iława 2012

## Дискография
- 2007, Demo
- 2008, Promo
- 2009, Hello
- 2009, Indie Who Indie (EP)
- 2010, Thirty Thousand Kilometers (Single)
- 2011, Heartbeat (Single)
- 2011, My Generation (Single)
- 2011, My Generation[4]
- 2014, Road To The Big Time

### Участие в сборниках
- «APS Sound» Volume 1 (2012), трек Heartbeat[5]

## Видеография
- 2009, What Do You Want
- 2009, Best Of You
- 2009, Madonna
- 2010, Don’t Kill. Live 2009 (DVD)
- 2010, Follow Me
- 2011, My Generation
- 2011, Mama
- 2012, Let`s Dance
- 2012, Follow Me, MUST BE THE MUSIC
- 2012, Don’t kill, MUST BE THE MUSIC
- 2013, Say Hello To My Baby

## Фестивали
- Be2gether
- KortoFest, 2012
- Browar Rock, 2012[6]
- Фестиваль, Be2gether, Литва 2009
- Фестиваль, Valborgsrock, Швеция 2009
- Фестиваль, Соседний Мир, Россия 2010
- Фестиваль, Rok — Koronacja, Беларусь 2010
- Фестиваль, UNDERGRAUND/INDEPENDENT, Польша 2010
- Фестиваль, Пикейные Жилеты, Украина 2010
- Фестиваль, Пустые Холмы, Россия 2011
- Фестиваль, Summer Sound Griboffka International Music Fest, Украина 2011
- Fląder Festiwal, Польша 2012
- Summer Sound Griboffka Music Fest Rock Forum, Украина 2012
- II Фестиваль уличного искусства «Фонари», Сафоново, Россия 2013
- Седьмой фестиваль World Music Дикая Мята, Россия 2014
- KUBANA, Россия 2014

## Языковой вопрос
Во время церемонии вручения наград «Experty.by» в 2010 году участники группы принципиально отказались понимать вопросы интервью Сергей Будкина с «Tuzin.fm» на белорусском языке. Негативный инцидент получил широкую огласку в СМИ. В то же время Ватилий Матиевский, фронтмен «Open Space», поддержал своих коллег по белорусскому англоязычному рок-цеху в интервью «Советской Белоруссии» в апреле 2010 года: «Были какие-то замечания со стороны журналистов, что белорусского языка они не знают... Это их личное дело. По крайней мере, они делают многое для того, чтобы о них сегодня говорили».